# Veine rétro-mandibulaire

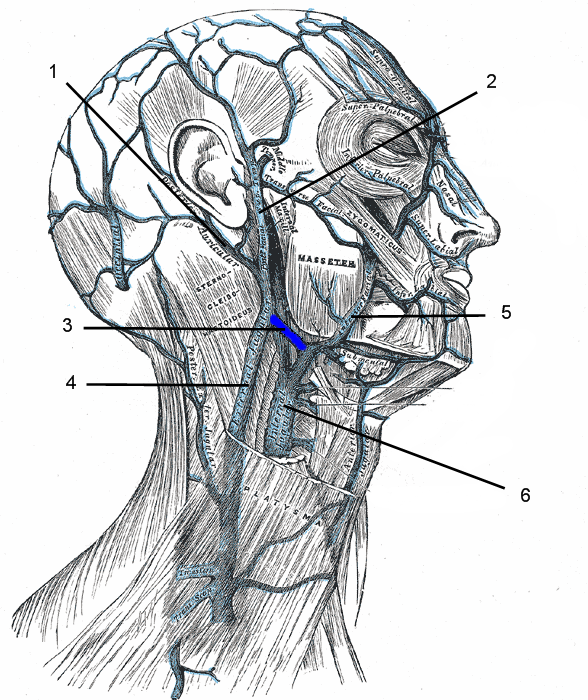
Veine rétro-mandibulaire en ', 1 veine auriculaire postérieure, 2 veine temporale superficielle, 3 veine rétro-mandibulaire, 4 veine jugulaire externe, 5 veine faciale, 6 veine jugulaire interne

La veine rétro-mandibulaire (V. retromandibularis ou Veine communicante intra-parotidienne) est une veine de la tête et du cou. Parfois divisée en branche antérieure et postérieure, elle sert d'anastomose entre les systèmes jugulaire interne et jugulaire externe. Véritable carrefour, elle draine l'origine de la veine jugulaire externe, issue de la réunion des veines temporales superficielles, veines maxillaires et celles de la région rétro-auriculaire à la veine jugulaire interne via le tronc commun (avec la veine faciale, veine linguale et parfois la veine thyroïdienne supérieure ou tronc thyro-linguo-facial de Farabeuf), ou via la veine faciale soit plus rarement directement dans la jugulaire interne.
Le trajet de la veine rétro-mandibulaire ou communicante intra-parotidienne passe obliquement ou horizontalement sous l'extrémité inférieure de la glande parotide au-dessus ou parfois en dessous du muscle digastrique.